# نیروهای زمینی ازبک
نیروهای زمینی ازبک (انگلیسی: Uzbek Ground Forces) نیروی زمینی زیرمجموعه نیروهای مسلح جمهوری ازبکستان است، که در سال ۱۹۹۲ تأسیس شد.